# Хотьковская улица
Хотько́вская улица — улица в районе Лианозово Северо-Восточного административного округа города Москвы. Проходит от Илимской улицы до Вологодского проезда. Названа по старинному русскому городу Хотьково в связи с расположением на севере Москвы.

## Расположение
Хотьковская улица проходит с юга на север параллельно Абрамцевской улице (с запада) и Новгородской улице (с востока). Начинается от Илимской улицы, пересекает Череповецкую улицу и заканчивается на Вологодском проезде.